# Видовище
Видовище или Видовища (на македонска литературна норма: Видовиште) е село в източната част на Северна Македония, община Зърновци.

## География
Селото е разположено в долината на река Брегалница, на левия и бряг, от юг на селото остават склоновете на Плачковица.

## История

### Етимология
Според академик Иван Дуриданов етимологията на първоначалния патроним на -ишти < -itji от фамилното Видов, което е от личното име Видо, Vidъ, като отговаря на сръбското и хърватско селищто име Vidovići и на чешкото Vidovice.

### В Османската империя
В XIX век Видовище е село в Кочанска кааза на Османската империя. Според статистиката на Васил Кънчов („Македония. Етнография и статистика“) от 1900 г. Видовица има 520 жители, от които 500 турци и 20 цигани. Но според секретаря на Българската екзархия Димитър Мишев („La Macédoine et sa Population Chrétienne“) през 1905 година във Видовища има и 64 българи екзархисти.

### В Сърбия, Югославия и Северна Македония
След Междусъюзническата война в 1913 година селото попада в Сърбия.
Според Димитър Гаджанов в 1916 година във Видовица живеят 213 турци и 34 цигани мохамедани.
Църквата „Възнесение Христово“ („Свети Спас“) е изградена и осветена в 1983 година от епископ Горазд Тивериополски. Не е изписана. Манастирът „Света Петка“ е изграден в 1988 година и осветен на 2 октомври 1988 година от митрополит Стефан Брегалнишки.
Преброяването от 1994 г. показва, че населението на селото е 541 жители. Според преброяването от 2002 година селото има 494 жители, от които:
| Националност | Всичко |
| македонци    | 481    |
| албанци      | 0      |
| турци        | 0      |
| роми         | 0      |
| власи        | 13     |
| сърби        | 0      |
| бошняци      | 0      |
| други        | 0      |

Освен със земеделие населението е ангажирано в шивашко произвидство, услуги, дървообрабортване.